# ديلبرت دبليو. هالسي
ديلبرت دبليو. هالسي (بالإنجليزية: Delbert W. Halsey)‏ هو ضابط أمريكي، ولد في 8 ديسمبر 1919 في بيكر في الولايات المتحدة، وتوفي في 4 يونيو 1942 في المحيط الهادئ.